# Barros Araújo
Antônio de Barros Araújo (Picos,  3 de setembro de 1934 – Teresina, 31 de março de 2015) foi um advogado, tabelião, professor, empresário e  político brasileiro, outrora deputado estadual pelo Piauí.

## Dados biográficos
Filho de Joaquim Antônio de Araújo e Maria Alvina de Araújo. Tabelião público, professor da Escola Técnica de Comércio de Picos, professor e diretor do Colégio Estadual Marcos Parente e presidente do Centro Estudantil Picoense, além de advogado formado pela Universidade Federal do Piauí e proprietário da FM Cidade Modelo. Originalmente filiado à UDN antes do Regime Militar de 1964, migrou para a ARENA quando decretaram o bipartidarismo.
Eleito prefeito de Picos em 1970 e deputado estadual em 1974, foi derrotado por Severo Eulálio ao disputar a prefeitura de sua cidade natal em 1976. Reeleito deputado estadual em 1978, optou pelo PDS após a volta do pluripartidarismo, renovando o mandato parlamentar em 1982. Criado o PFL, ingressou nessa legenda e foi reeleito deputado estadual em 1986 e 1990, não concluindo o seu último mandato, primeiro em razão de ter sido secretário de Justiça no governo Freitas Neto e depois conselheiro do Tribunal de Contas do Piauí.
Seu filho, Kennedy Barros (conselheiro do TCE/PI desde 2002) e seu irmão, Abel de Barros Araújo (eleito prefeito de Picos em 1982 e 1992) foram eleitos deputados estaduais.  Faleceu na capital piauiense vítima de esclerose lateral amiotrófica e foi sepultado em Picos.